# Шереметев, Сергей Васильевич
Сергей Васильевич Шереметев (28 августа 1792 — 6 января 1866, Женева, Швейцария, по другим данным — Монтрё, Швейцария) — генерал-майор, участник Отечественной войны 1812 года и подавления восстания декабристов, нижегородский губернский предводитель дворянства, тайный советник.

## Биография
Принадлежал к ветви Шереметевых, происходивших от Василия Петровича, брата фельдмаршала, и был старшим сыном генерал-майора Василия Сергеевича от брака с Татьяной Ивановной Марченко. Брат декабриста Николая Шереметева.
В службу вступил 4 марта 1808 года корнетом в Литовский уланский полк. 1 мая 1809 года (возможно 1 января 1809 года) переведен в Лейб-Гренадерский полк прапорщиком, и в том же 1809 году в Кавалергардский полк. В Отечественную войну Шереметев участвовал в сражениях: при Бородине, при чём был ранен саблей в лицо и в правую руку, а пулей в ногу и награждён орденом святой Анны 3-й степени. В 1813 году при Кульме получил орден святого Владимира 4-й степени. В 1814 году при Фершампенуазе награждён орденом святой Анны 2-й степени. 14 января 1813 года произведен в поручики. 23 сентября того же года — в штабс-ротмистры, 15 октября 1818 года (год не точен) — в ротмистры и 15 февраля 1819 года назначен командиром эскадрона, а через месяц, 13 марта, произведен в полковники и 22 сентября того же года награждён орденом святой Анны 2-й степени с алмазами.
15 декабря 1825 года Шереметев, находившийся накануне в строю Кавалергардского полка против мятежников, назначен флигель-адъютантом. 22 августа 1826 года получил орден святого Владимира 3-й степени. 6 декабря 1827 года произведен в генерал-майоры, с назначением состоять при начальнике 1-й Кирасирской дивизии. 31 октября 1828 года назначен командиром 2-й бригады 4-й Уланской дивизии. Во время Турецкой кампании Шереметев в 1828 году был, по Высочайшему повелению, прикомандирован к Легкой гвардейской кавалерийской дивизии и находился при осаде Варны; в 1829 году, командуя авангардом отряда графа Крейца, напал 20 мая при деревне Эскимиле (близ Туртукая) на турок, находившихся под командой Гассан-паши, и разбил их, за что награждён орденом святого Георгия 4-й степени; затем он командовал при осаде Силистрии всей кавалерией осадного корпуса; 13 июля участвовал в сражении при Айдосе и получил орден святой Анны 1-й степени; 19-го разбил турок при Ямболи и 21-го занял город; 31-го в сражении при Сливно. За Ямболи и Сливну получил золотую с алмазами саблю. 23 августа Шереметев занял Демотику, Фереджик и Айроболь.
В 1831 году Шереметев участвовал в Польской войне; 11 мая разбил при Майданеке (Подольской губернии) отряд генерала Колышки «и освободил из плена генерал-майора Щучного, 1 штаб-офицера, 10 обер-офицеров, две пушки и 50 тысяч рублей и гнал поляков до Австрийской границы»; 26-го участвовал в деле при Ухоне и 28-го при Хеяме. За Польскую войну награждён орденом святого Владимира 2-й степени. 1 августа 1832 года был отчислен от должности, а 2 апреля 1833 года назначен командиром 2-й бригады 1 Лёгкой кавалерийской дивизии. 29 мая 1835 года Шереметев был уволен от службы по домашним обстоятельствам, а в 1837 году избран Нижегородским губернским предводителем дворянства. В этой должности пробыл до 18 августа 1839 года и был произведён в тайные советники.

## В отставке
Вторую половину жизни С. В. Шереметев провёл в Нижегородской губернии, где у него были обширные имения. Главной вотчиной его было «знаменитое когда-то» село Богородское Горбатовского уезда, в котором вместе с 28 приписными деревнями числилось 4908 душ. Крестьяне, занимавшиеся кожевенным производством и торговлей, были на оброке, при чём наименьший оклад был в 25 рублей, а высший доходил до 1500 рублей. Село было очень благоустроено. В нём были: больница на 50 кроватей, при ней находился доктор, аптека и богадельня, с отделением для рожениц, три училища, запасные хлебные магазины и усыпальница при одной из четырёх каменных церквей. Богородское разделено было на 20 участков. В каждом участке домовладельцы избирали посредством баллотирования по два кандидата в должность «думчих» или окладчиков, из которых одного и утверждал помещик. «Думчие» ежегодно делали раскладку всех податей и повинностей, наблюдали за порядком, каждый в своём участке, и разбирали все тяжбы и споры между крестьянами. Делалось это так: тяжущиеся из 20 человек думчих отводили тех, которым они не желали поручать разбирательства своего дела. Из остальных же избирались трое по жребию. Приговор думчих представлялся на утверждение помещика и, по утверждении, приводился в исполнение. Бурмистр и староста также избирались обществом. Кроме того, в имении существовал сиротский суд. Несмотря на это, крестьяне были недовольны помещиком. Между прочим, они жаловались на то, что Шереметев приобретал у крестьян в полную собственность на весьма невыгодных для них условиях земли, купленные ими, согласно с тогдашними законами, на имя помещика. Шереметев весьма строго поступал с «закоренелыми» ослушниками, ссылая их в другое своё село Юрино (Васильсурского уезда) и лишая их нередко всего благосостояния, каким они пользовались в Богородском. Как человек гордого и властного характера, Шереметев был в открытой вражде также и с местным начальством в лице губернаторов, князя М. А. Урусова и А. Н. Муравьёва. Особенно крупные столкновения с крестьянами и с губернатором Муравьёвым Шереметев имел перед крестьянской реформой, зимой 1858—1859 годов.
Понимая, что неминуемо последует освобождение крепостных, Шереметев предложил крестьянам выкупиться на волю, при чём за каждый оброчный рубль крестьянин должен был заплатить 25 рублей капитальной суммы. После решительного отказа от выкупа со стороны крестьян, ожидавших предстоящей эмансипации, Шереметев принял против них разные жестокие и стеснительные меры. Сам уездный предводитель Стремоухов, открыто державший сторону Шереметева, должен был признать, что этот последний «усилил строгость свою в управлении, увлекаясь за пределы благоразумной и справедливой строгости», хотя и объяснял его действия «разными нелепыми толками в народе по поводу ожидаемой вольности». Губернатор, желая оградить крестьян от произвола Шереметева, приказал опечатать бумаги в Богородском вотчинном правлении и просил министра Внутренних дел назначить формальное следствие. 28 марта 1859 года, по Высочайшему повелению, был командирован флигель-адъютант граф Бобринский, с поручением, «войдя в личные сношения с Шереметевым, истребовать от него объяснения по сему предмету и, поверив оныя, если это окажется нужным, убедить его к прекращению неблаговидных и стеснительных для крестьян действий. В случае же уклонения от того Шереметева, распорядиться о производстве формального следствия». Миссия графа Бобринского с внешней стороны имела большой успех. Горбатовские дворяне поднесли ему адрес, в котором благодарили его за «восстановление в глазах крестьян влияния и значения местных властей, дворянством избранных». В то же время Бобринский, уже 10 апреля, мог сообщить Муравьёву, что, «благодаря снисхождению тайного советника С. В. Шереметева, ему удалось привести крестьян его к повиновению, чему лучшим доказательством может служить то, что пред отъездом его крестьяне служили благодарственный молебен за милости, оказанные им их помещиком».
Шереметев сложил с оброчного оклада по 25 копеек с рубля и обещал «отныне даже не предлагать крестьянам выкупа, а ещё менее понуждать, предоставляя жить спокойно и заниматься своими промыслами, и, ожидая в скором времени окончательного преобразования быта помещичьих крестьян, вполне согласен не употреблять более переселения, как меры наказания, равным образом не отдавать своих крестьян в рекруты без согласия на то уездного предводителя дворянства». Но и после этого не прекратилась распря между Шереметевым и Муравьёвым: первый негодовал на то, что Муравьёв, опечатав его бумаги, поступил с ним, «как делается только с государственными преступниками, к числу которых он не может быть причислен по долговременной и преданной его службе престолу и отечеству». «К тому же», писал он по этому поводу, «в роде Шереметевых (мы все гордимся тем) изменников никогда не было и с Божией помощью не будет». Муравьёв в то же время жаловался на действия графа Бобринского и на «изветы» Шереметева и Стремоухова.
«Личная вражда и давнее соперничество обострили отношения двух современников, давно друг друга изучивших и нечаянно столкнувшихся на Нижегородской почве… Столкновение произошло резкое, беспощадное. Странным образом роли переменились: старый декабрист и мистик явился в роли карающего администратора, а старый солдат, враждебный движению 25 года, теперь явился человеком оппозиционным. Старые счёты всплыли между ними, и столкнулись две непреклонные воли». В конце концов Стремоухову, по Высочайшему повелению, был объявлен выговор, а на имя Шереметева из министерства Внутренних дел был прислан конфиденциальный пакет, содержание которого осталось неизвестным, а его и имение взяли в опеку. Результатом было то, что Шереметев «покинул навсегда Россию и уже глубоким стариком поселился в Женеве. Там, говорят, его встречали в церкви»… С. В. Шереметев, с «несомненным умом», был «замечательной личностью по неутомимой деятельности и по непреклонной силе воли». В то же время это был человек тяжёлого и неудобного характера", в котором сохранилась «военная закваска времён Александра I»… Военные достоинства его были известны императору Александру II, который однажды в разговоре с своим флигель-адъютантом С. А. Шереметевым, восхваляя эти достоинства его «тёзки», приговаривал: «C’etait un mauvais coucheur!».
Умер скоропостижно от удара[уточнить] в Монтрё 6 января 1866 года и погребён в Сергиевой пустыне, близ Петербурга.

## Личная жизнь
Шереметев не был женат, но от крестьянки Надежды Зайцевой имел четверых воспитанников, получивших фамилию Сергеевых:
- Василий Сергеевич (1857—1910) — посланник в Сербии (1907) и Швеции (1909); камергер.
- Василий Сергеевич, младший (1858— ?) — был женат на Анастасии Павловне Жердинской.
- Юлия Сергеевна (?—1910) — замужем за Борисом Алексеевичем Шереметевым (1831—1886)
- Надежда Сергеевна — замужем за Баланоки.

## Награды
- Орден Святой Анны 3-й степени «За храбрость» на шпагу (1812)[5]
- Орден Святого Владимира 4-й степени с бантом (1813)[5]
- Орден Святой Анны 2-й степени (1814); алмазные знаки к ордену (1819)
- Орден Святого Владимира 3-й степени (22 августа 1826)[6]
- Орден Святого Георгия 4-й степени (1829)[5]
- Орден Святой Анны 1-й степени (1 января 1830)[5]
- Золотое оружие «За храбрость» с алмазами (1830)[5]
- Орден Святого Владимира 2-й степени (1831)[5]
- Польский знак отличия за военное достоинство 2-й степени (1840)[5]
- Знак отличия за XXV лет беспорочной службы (1840)[5]
- Кульмский крест (Королевство Пруссия)[5]